# Enrico Rebuschini
Enrico Rebuschini, M.I. (25. dubna 1860, Gravedona – 10. května 1938, Cremona) byl italský římskokatolický kněz a řeholník řádu kamilliánů. Katolická církev jej uctívá jako blahoslaveného.

## Život
Narodil se dne 25. dubna 1860 v Gravedoně jako druhé z pěti dětí Domenica Rebuschiniho a Sophie Polti. Jeho otec byl hlavním daňovým inspektorem v provincii Como a nebyl příliš nábožensky aktivní, kdy často doprovázel svou ženu do kostela, ale pokaždé zůstával venku. Jeho matka a teta z matčiny strany byly aktivní ve farní činnosti. Pokřtěn byl 1. května 1860 jako Enrico Pietro Battista.
Již od dětství měl sklony pomáhat chudým a zranitelným. Už v raném věku se toužil stát knězem, ale jeho otec byl proti. Začal studovat matematiku na univerzitě v Pavii, ale brzy kvůli antiklerikálnímu prostředí odešel. V Miláně studoval u ozbrojených sil a jeho nadřízení si jej tak vysoce vážili a povzbudili jej, aby se věnoval kariéře v tomto oboru. Z výcviku vyšel jako záložní poručík. Rozhodl se však pro účetnictví a v roce 1882, po získání diplomu s vyznamenáním z tohoto oboru, promoval. V letech 1882–1884 pracoval ve skladišti hedvábí svého švagra (manžela jeho sestry Doriny), ale později odešel, když si uvědomil, že jeho životní cesta je církevní.
V létě roku 1884 vedl dlouhé rozhovory se svým otcem, které pomohl zprostředkovat sv. Luigi Guanella, po čemž jeho otec nakonec ustoupil a umožnil mu zahájit svá kněžská studia. Po jejich zahájení byl roku 1884 poslán do Říma na Papežskou univerzitu Gregoriana. Koncem roku 1885 k němu přijeli do Říma na návštěvu jeho rodiče a teta Magdalena, kteří z něj cítili klid a naplnění. V březnu roku 1886 byl však přemožen nervovou depresí a onemocněl do té míry, že se musel vrátit domů, aby se uzdravil, kdy nějakou dobu strávil pobytem na klinice. Po uzdravení se v květnu roku 1887 znovu pustil do svých studií a kněžské formace.
Dne 27. září 1887 vstoupil ke kamilliánům a zahájil období noviciátu ve Veroně. Dne 14. dubna 1889 jej mantovský biskup Giuseppe Melchiorre Sarto, budoucí papež sv. Pius X., vysvětil na kněze. Dne 8. prosince 1891 složil své doživotní řeholní sliby. V letech 1889–1899 sloužil nemocným ve Veroně a mezi lety 1891–1899 zde působil jako nemocniční kaplan, než od roku 1899 zahájil své působení ve stejné pozici v Cremoně. Od 21. prosince 1903 až do své smrti sloužil na klinice a v pečovatelském domě. Mezi lety 1890–1891 byl stižen záchvaty deprese. Další pak prodělal roku 1895 poté, co byl jmenován profesorem a vice-novicmistrem. Od roku 1903 do roku 1937 sloužil jako správce nové kliniky San Camillo v Cremoně a po desetiletí od 12. března 1912 do roku 1922 sloužil jako představený svého řeholního domu v témže městě. Poslední období depresí prodělal roku 1922.
Zemřel dne 10. května 1938 v Cremoně v 5:30 na bronchopneumonii poté, co se 23. dubna setkal s nemocným a sloužil za něj mši svatou, po čemž se necítil dobře a od 25. dubna byl upoután na lůžko s těžkou rýmou, která se změnila v zápal plic. 9. května, den před svou smrtí, naposledy přijal eucharistii. Jeho pohřeb se konal 12. května téhož roku.

## Úcta
Jeho beatifikační proces započal dne 15. března 1980, čímž obdržel titul služebník Boží. Dne 11. července 1995 jej papež sv. Jan Pavel II. podepsáním dekretu o jeho hrdinských ctnostech prohlásil za ctihodného. Dne 25. června 1996 byl uznán zázrak na jeho přímluvu, potřebný pro jeho blahořečení.
Blahořečen pak byl dne 4. května 1997 na Svatopetrském náměstí papežem sv. Janem Pavlem II.
Jeho památka je připomínána 10. května. Bývá zobrazován v řeholním oděvu. Je patronem proti depresi.